# Mardin (provincie)
Mardinská provincie je tureckou provincií, nachází se ve východní části Malé Asie. Rozloha provincie činí 8 891 km2, v roce 2007 zde žilo 745 778 obyvatel. Hlavním městem je Mardin. V provincii vznikly v osmdesátých letech 20. století ozbrojené střety mezi místními Kurdy a tureckou armádou.

## Administrativní členění
Mardinská provincie se administrativně člení na 10 distriktů:
| - Dargeçit - Derik - Kızıltepe - Mardin - Mazıdağı | - Midyat - Nusaybin - Ömerli - Savur - Yeşilli |